# Milesina blechni
Milesina blechni (Syd. & P. Syd.) Arthur ex Faull – gatunek grzybów z typu rdzowców (Pucciniales). Grzyb mikroskopijny, pasożyt obligatoryjny jodły i podrzenia żebrowca. Wywołuje u nich chorobę zwaną rdzą.

## Systematyka i nazewnictwo
Pozycja w klasyfikacji według Index Fungorum: Milesina, Pucciniastraceae, Pucciniales, Incertae sedis, Pucciniomycetes, Pucciniomycotina, Basidiomycota, Fungi.
Po raz pierwszy zdiagnozował go w 1903 r. Hans Sydow nadając mu nazwę Melampsorella blechni. Obecną, uznaną przez Index Fungorum nazwę nadali mu Arthur i Faull w 1910 r.
Synonimy:
- Melampsorella blechni Syd. & P. Syd. 1903
- Milesia blechni (Syd. & P. Syd.) Arthur 1922[3].

## Charakterystyka
Jest to pasożyt dwudomowy, którego żywicielami jest kilka gatunków jodeł (jodła pospolita, wonna i grecka) oraz paproć podrzeń żebrowiec (Blechnum spicant). Jest to rdza pełnocyklowa, wytwarzająca wszystkie 5 typowych dla rdzowców zarodników. Na jodłach wytwarzane są zarodniki typu ecjospora i spermogonium, na żywych liściach podrzenia żebrowca urediniospory, na obumarłych teliospory, z których na wiosnę rozwijają się bazydiospory. Te ostatnie dokonują infekcji pierwotnej na igłach jodeł. Jodłom patogen nie wyrządza większej szkody.
Uredinia w postaci żółtych ziarenek na obydwu stronach liści podrzenia żebrowca. Urediniospory powstają w nich począwszy od sierpnia. Mają jajowaty kształt i otoczone są ścinką. Podczas deszczowej pogody uwalniają się z nich białe masy zarodników. Uredinispory są krótkie, odlegle brodawkowane, na krótkich i grubych trzoneczkach. Teliospory powstają na dolnej stronie obumarłych liści, pojedynczo w komórkach naskórka liścia. Teliospory o nieregularnym kształcie, cienkościenne, zbudowane z 1–70 komórek.